# 하늘의 괴수 라돈
하늘의 괴수 라돈(Radon, Monster From The Sky)은 일본에서 제작된 혼다 이시로 감독의 1956년 드라마, 공포, SF 영화이다. 사하라 켄지 등이 주연으로 출연하였고 프랭크 킹 등이 제작에 참여하였다.

## 출연

### 주연
- 사하라 켄지
- 시라카와 유미

### 조연
- 히라타 아키히코
- 코보리 아키오
- 나카타 야스코
- 야마다 미노스케
- 타지마 요시후미
- 오나카 키요하루
- 치바 이치로
- 마이크 대닌
- 이치만지 타주에
- 이케타니 사부로
- 카도와키 사부로
- 카와사키 타테오
- 키사라기 칸타
- 쿠마가이 타쿠조
- 쿠로이와 사에코
- 마노 츠루코
- 마츠모토 미츠오
- 미하라 히데오
- 키요미 미즈노야
- 무카이 준이치로
- 나카노 토시코
- 오가타 린사쿠
- 사카키다 케이지
- 시게노부 야스히로
- 스다 준노스케
- 스나가와 시게미
- 스즈카와 지로
- 타치바나 마사아키
- 아케미 아즈코
- 타카기 키요시
- 츠보노 카마유키
- 츠다 미츠오
- 우나가미 히데오
- 야마다 아키라
- 폴 프리즈
- 아트 길모어
- 히로세 쇼이치
- 이마이즈미 렌
- 카츠모토 케티치로
- 케이 루크
- 무라카미 후유키
- 나카지마 하루오
- 나카타니 이치로
- 오카베 타다시
- 오카 유타카
- 조지 타케이
- 테즈카 카츠미
- 츠츠미 야스히사
- 우노 코지
- 야기 제임스
- 야마모토 렌

## 제작진
- 미술: 키타 타츠오